# NGC 1574
NGC 1574 је елиптична галаксија у сазвежђу Мрежица која се налази на NGC листи објеката дубоког неба.
Деклинација објекта је - 56° 58' 28" а ректасцензија 4h 21m 58,6s. Привидна величина (магнитуда) објекта NGC 1574 износи 10,3 а фотографска магнитуда 11,3. Налази се на удаљености од 18,225 милиона парсека од Сунца. NGC 1574 је још познат и под ознакама ESO 157-22, AM 0421-570, PGC 14965.